# هنري جاي كروكر
هنري جاي كروكر (بالإنجليزية: Henry J. Crocker) هو مصرفي أمريكي، ولد في 1861، وتوفي في 11 أكتوبر 1912.
كان رجل أعمال بارز من سان فرانسيسكو، وكان أحد أعضاء لجنة الخمسين التي تشكلت بعد زلزال سان فرانسيسكو عام 1906؛ كما كان جامعاً معروفًا من هواة جمع الطوابع.